# Batalla de Velika Novosilka
La batalla de Velika Novosilka va ser una batalla entre les Forces Armades de Rússia i les Forces Armades d'Ucraïna per al control sobre la ciutat ucraïnesa de Velika Novosilka i la zona propera va començar el novembre de 2024 i va acabar amb la captura russa de la ciutat el gener de 2025.

## Antecedents
El 12 de març de 2022, després de quinze dies de combat, les tropes russes van capturar la ciutat propera de Volnovakha, situada en una carretera entre Donetsk i Mariúpol. Les tropes ucraïneses es van retirar a la ciutat de Velika Novosilka.

### Primers esforços de captura
El 16 de març, l'Estat Major General d'Ucraïna va confirmar que les tropes russes havien llançat una ofensiva contra Velika Novosilka, informant d'alguns guanys. Al llarg d'abril, les tropes russes van bombardejar repetidament les zones residencials de Velika Novosilka.
Després de l'ofensiva inicial, es va produir un estancament prolongat. El 16 de maig, el Departament de Defensa dels Estats Units va informar que les forces russes prop de Velika Novosilka semblaven centrar-se a completar la Batalla de Mariúpol en lloc de pressionar més assalts a la ciutat.
Malgrat els esforços russos renovats per avançar el 24 i 31 d'agost, les forces ucraïneses van repel·lir amb èxit aquests atacs.
El 12 de desembre, els informes de les tropes russes al sud de la ciutat indicaven missions de reconeixement en lloc d'una ofensiva ben preparada, reflectint les seves limitades capacitats operatives.

### Contraofensiva ucraïnesa del 2023
Entre juny i octubre de 2023, les forces ucraïneses van llançar una contraofensiva fent passos significatius al sud de l'Oblast de Donetsk durant la seva contraofensiva contra les posicions russes.
El 4 de juny van aconseguir guanys limitats al voltant de Rivnopil i al sud-oest de Velika Novosilka, provocant especulacions sobre una contraofensiva més àmplia.
L'11 de juny, les tropes ucraïneses havien recapturat Neskutxne, Blahodatne i Makarivka, superant les defenses russes atrinxerades, incloent-hi posicions fortificades a les escoles i prop dels rius.
El 12 de juny, l'exèrcit ucraïnès va reclamar que les forces russes destruïssin una presa al riu Mokri Iali per frenar el seu avanç.
A finals de juny, la lluita va augmentar al voltant de Rivnopil, que Ucraïna va afirmar que havia estat alliberada el 24 de juny, però això només es va confirmar el 26 de juny.
Les operacions van continuar al juliol, centrant-se en Staromaiorske, on les forces ucraïneses es van enfrontar a condicions extremadament difícils, incloent-hi carreteres plenes de mines i estratègies defensives sistemàtiques emprades pel costat rus. El 26 de juliol, Staromaiorske va ser reconquerit amb èxit, un assoliment significatiu elogiat pel president ucraïnès Volodímir Zelenski. A l'agost, l'atenció es va traslladar a Urozhaine, considerat un "fort rus". Després d'intensos combats i d'una forta resistència, Urozhaine va ser alliberat el 16 d'agost, amb la retirada de les forces russes patint grans pèrdues.
El 26 de juliol, Staromaiorske va ser reconquerit amb èxit, un assoliment significatiu elogiat pel president ucraïnès Volodímir Zelenski.
A l'agost, l'atenció es va traslladar a Urozhaine, considerat un "fort rus". Després d'intensos combats i d'una forta resistència, Urozhaine va ser alliberat el 16 d'agost, amb la retirada de les forces russes patint grans pèrdues.

### Segona ofensiva Rusa (2024)
El 10 de juny de 2024, els avenços russos al nord del poble de Staromaiorske van donar lloc a la captura de tot l'assentament.
Posteriorment, el 13 de juliol, les forces russes van prendre amb èxit el control d'Urozhaine.
El 18 de juliol, les autoritats ucraïneses van confirmar que les seves forces s'havien retirat del poble, al·legant que, malgrat les baixes russes que ascendeixen a més de cent a diversos centenars de morts "cada dia", les seves posicions defensives havien estat destruïdes, juntament amb el poble mateix.
La captura de Vuhledar per l'exèrcit rus l'1 d'octubre va donar lloc a una renovada obertura del front sud-est de Donetsk. Vuhledar va funcionar com a bastió ucraïnès en aquesta secció de la primera línia durant més de dos anys. Amb la caiguda d'aquesta ciutat, les forces russes van tenir la capacitat d'iniciar avenços cap a Velyka Novosilka, que es troba a uns 30 km a l'oest.
El 8 de octubre, el Ministeri de Defensa rus va informar que el poble de Zolota Nyva estava sota control rus.
Els bloggers polítics russos van afirmar que les forces russes van avançar prop de Katerinivka, en una zona de 3,85 quilòmetres d'amplada i 1,5 quilòmetres de profunditat prop de Bohoiavlenka des de Vodiane i Vuhledar, i cap a Shakhtarske que està a una distància d'11 km de Velika Novosilka.

## Batalla
El 13 de novembre, l'exèrcit rus va començar les operacions d'assalt a l'oest de Velika Novosilka al voltant de la frontera entre Zaporíjia i Donetsk, recuperant l'assentament de Rivnopil.
El 23 de novembre, les forces russes van intensificar els seus esforços d'assalt cap a Velika Novosilka des de l'est. Al mateix temps, les forces russes també van expandir el front cap al nord-est arribant als afores de Rozdolne, amenaçant de tallar la carretera Velika Novosilka – Bahatir – Pokrovsk. Amb aquestes maniobres flanquejades des de l'est, els grups d'assalt russos intenten evitar les fortificacions ucraïneses, que es construeixen principalment i que tenen com a objectiu aturar els atacs des del sud. Al mateix dia, les forces russes van entrar als magatzems situats al sud-est de Velika Novosilka, portant la línia del front als afores de la ciutat.
El 29 de novembre, mentrestant al nord-est, elements de la 37a Brigada de Fusellers Motoritzats de Rússia i la 40a Brigada d'Infanteria Naval van aixecar la bandera al centre de Rozdolne, confirmant que les forces russes havien pres el control total del poble.
El 3 de desembre, les forces russes van llançar un assalt al nord de Velika Novosilka on van entrar al poble de Novi Komar, tallant així la carretera T0518 cap a Bahatir. Mentrestant, a l'oest, l'exèrcit rus també va millorar les seves posicions capturant l'assentament de Novodarivka el 3 de desembre.
El 5 de desembre, un contraatac de les forces ucraïneses va donar com a resultat la recuperació del control total de Novi Komar i Rozdolne. Al mateix temps, les tropes russes van començar a avançar cap al sud de Velika Novosilka al llarg del riu Mokri Yali, on van capturar el poble de Blahodatne.
El 16 de desembre, un segon assalt rus cap a Novi Komar es va produir, on elements de la 40a Brigada d'Infanteria Naval van aconseguir atrinxerar-se a la part sud del poble.
El 17 de desembre, al sud, les forces russes van continuar avançant al llarg de la riba del riu, pressionant el poble de Makarivka des de tres costats. A causa de l'encerclament proper, el grup ucraïnès es va veure obligat a retirar-se cap al nord.
El 19 de desembre, el Ministeri de Defensa rus va anunciar que les seves forces prenien el control total sobre Novi Komar, que va ser corroborat per un observador militar ucraïnès, que va confirmar la reclamació i va informar a més que les forces russes també havien ocupat Rozdolne.
El 23 de desembre, les imatges publicades indicaven que Makarivka havia caigut sota control rus, mentre que Rússia també afirmava haver capturat el poble de Storozheve. L'endemà, es van publicar imatges de les forces russes alçant la seva bandera sobre la part nord de Storozheve, confirmant la captura del poble.
El 26 de desembre, les forces russes van avançar cap a l'oest de Vremivka i van tallar l'autopista O-0510, que connecta Velika Novosilka amb  Huliaipole.
El 13 de gener de 2025, les forces russes van avançar a la riba oriental del riu Mokri Iali al sud-oest de Novi Komar. Al mateix temps, les forces russes també van ser indicades per haver capturat Neskutxne, al sud-oest de Velika Novosilka.
El 16 de gener, es va informar que les forces russes havien entrat al poble de Vremivka, directament a l'oest de Velika Novosilka.
El 17 de gener, les forces russes van aixecar la seva bandera sobre Vremivka, el que significa que Vremivka havia estat capturat.
El 18 de gener, les forces russes van aconseguir trencar les defenses ucraïneses a la part oriental de Velika Novosilka, avançant cap a la zona del cementiri i al llarg de la carretera Horishnia.
Les imatges geolocalitzades publicades el 21 i 22 de gener indiquen que les forces russes van avançar recentment per una carretera a l'oest de Rozdolne i al llarg del carrer Horizhnia, al nord-est de Velika Novosilka. Els warblogs russos van afirmar que les forces russes van avançar al nord de Vremivka i més enllà dins de l'est de Velika Novosilka i van reiterar les afirmacions que les forces russes han embolicat parcialment les forces ucraïneses a Velika Novosilka des del nord, l'est i el sud.
El 24 de gener, les tropes russes van aixecar diverses banderes a les zones orientals i centrals de Velika Novosilka, cosa que significava avenços en aquestes parts de l'assentament. Al mateix dia, el Ministeri de Defensa rus va dir que les seves forces havien encadenat Velika Novosilka, i fonts russes van dir que els soldats ucraïnesos havien estat completament envoltats a la part sud de l'assentament.
El 25 de gener, les banderes addicionals van ser hissades per les tropes russes a Velika Novosilka, indicant els avenços al carrer Zaritxna al nord-est i la captura de camps agrícoles al nord i nord-est de l'assentament. Les imatges geolocalitzades indicaven que les forces russes havien assegurat el control del 72% de Velika Novosilka.
El 27 de gener, el Ministeri de Defensa de Rússia va anunciar la captura de la ciutat.
El 28 de gener, la pàgina ucraïnesa, DeepStateMap. Live va mostrar l'assentament com completament capturat.